# Helén Eriksen
Helén Eriksen (Dale, Vaksdal, Noorwegen, 19 oktober 1971) is een Noorse jazzmuzikante. Ze speelt saxofoon en is zangeres, liedjesschrijver en arrangeur.

## Loopbaan
In de jaren 1993-1995 was ze lid van de popgroep Animal Farm. In 1996 verscheen haar eerste solo-album Standards op het beroemde jazzlabel Blue Note Records. De plaat, geproduceerd door hip-hop-producer Tommy Tee leverde haar als debuut een Spellemannprisen op (1996). Haar volgende plaat verscheen eveneens op Blue Note. In 2000 kwam op het Noorse label Curling Legs. City Dust uit, geproduceerd door Jørgen Træen. Haar vierde plaat verscheen in 2006, geproduceerd door Kato Ådland en Hans Petter Gundersen, beter bekend als "The Sensible Twins". Eriksen is de eerste en enige Noorse artiest, waarvan twee albums uitkwamen op Blue Note Records.
Eriksen heeft meegewerkt aan talloze albums van anderen, zoals DumDum Boys, Pogo Pops, Sondre Lerche, Tommy Tee, Son of Light en BLee. In 1999 werkte ze samen met de jazzsaxofonist Alf Kjellman.

## Prijzen en onderscheidingen
- 1996: Spellemannprisen

## Discografie (selectie)

### Soloalbums
- 1996: Standards (Blue Note)
- 1998: Lovevirgin (Blue Note)
- 2000: City Dust (Curling Legs)
- 2006: Small Hall Classic (New Records)

### Samenwerkingen
Met Disorient
- 1996: Terra Morte (Shrike Records)

Met DumDum Boys,
- 1998: Totem (Oh Yeah!)

Met Sondre Lerche
- 2001: Faces Down (Virgin Records)

Met The Brimstone Solar Radiation Band
- 2009: Smorgasbord (Tinnitus Recordings)